# Siebe Wylin
Siebe Wylin (Roeselare, 27 mei 2003) is een Belgisch voetballer die sinds 2024 uitkomt voor Club Brugge.

## Carrière

### Jeugd
Wylin werd geboren in Roeselare. Op jonge leeftijd werd hij door Club Brugge weggeplukt bij KSV Roeselare. In 2019 maakte hij de overstap naar KV Oostende. Toen zijn jeugdploeg door de uitbraak van de coronapandemie geen wedstrijden meer kon spelen, maakte Wylin de overstap naar de beloftenploeg van de kustclub.

### KV Oostende
Op 2 oktober 2021 maakte Wylin z'n officiële debuut in het eerste elftal van KV Oostende: in de competitiewedstrijd tegen STVV (1-1-gelijkspel) liet trainer Alexander Blessin hem in de 79e minuut invallen voor Brecht Capon. Een kleine maand later, op 5 november 2021, kreeg hij op bezoek bij OH Leuven z'n eerste basisplaats in de Jupiler Pro League. Wylin kwam in z'n debuutseizoen aan acht competitiewedstrijden, vier als basisspeler en vier als invaller. Daarnaast viel hij ook in tijdens de bekerwedstrijden tegen CS Onhaye (8-1-zege) en KV Kortrijk (1-0-nederlaag). In april 2022 ondertekende Wylin een profcontract tot medio 2025 met optie op een extra jaar bij KV Oostende.
In het seizoen 2022/23 was Wylin, die onder andere Brecht Capon als concurrent had voor de rechtsachterpositie, vooral invaller. Ook in het seizoen 2023/24, waarin KV Oostende in Eerste klasse B uitkwam, was hij aanvankelijk geen vaste waarde. Na zijn eerste basisplaats in de competitie dat seizoen, op 25 november 2023 tegen Club NXT in z'n geboortestad Roeselare, verdween hij evenwel nog nauwelijks uit de basis. Wylin speelde dat seizoen 25 officiële wedstrijden in alle competities, mede door de goede bekercampagne van de kustclub.

### Club Brugge
Na het faillissement van KV Oostende keerde Wylin terug naar Club Brugge, waar hij aan de slag ging bij Club NXT, het beloftenelftal van de club in Eerste klasse B.

## Clubstatistieken
| Seizoen         | Club            | Land            | Competitie      | Competitie | Competitie | Beker | Beker | Supercup | Supercup | Europees | Europees | Totaal | Totaal |
| Seizoen         | Club            | Land            | Competitie      | Wed.       | Dlp.       | Wed.  | Dlp.  | Wed.     | Dlp.     | Wed.     | Dlp.     | Wed.   | Dlp.   |
| --------------- | --------------- | --------------- | --------------- | ---------- | ---------- | ----- | ----- | -------- | -------- | -------- | -------- | ------ | ------ |
| 2021/22         | KV Oostende     | Vlag van België | Eerste klasse A | 8          | 0          | 2     | 0     | —        | —        | —        | —        | 10     | 0      |
| 2022/23         | KV Oostende     | Vlag van België | Eerste klasse A | 10         | 0          | 2     | 0     | —        | —        | —        | —        | 12     | 0      |
| 2023/24         | KV Oostende     | Vlag van België | Eerste klasse B | 19         | 1          | 6     | 0     | —        | —        | —        | —        | 25     | 1      |
| 2024/25         | Club NXT        | Vlag van België | Eerste klasse B | 0          | 0          | —     | —     | —        | —        | —        | —        | 0      | 0      |
| Carrière totaal | Carrière totaal | Carrière totaal | Carrière totaal | 37         | 1          | 10    | 0     | 0        | 0        | 0        | 0        | 47     | 1      |

Bijgewerkt op 3 juli 2024.